# Arthur Meuleman
Pour les articles homonymes, voir Meuleman.
Arthur Meuleman est un architecte belge de la période Art déco qui fut actif à Bruxelles.

## Immeubles de style Art déco
- 1932 : petit immeuble à appartements de style Art Déco, avenue de l'Orée 13-15
- 1932 : salle de cinéma Albert Hall et salle de bal Roseland , chaussée de Wavre 649-651 et avenue Eudore Pirmez 9[1],[2]

## Autres réalisations
- 1922 : transformation du cinéma Continental (actuel centre socio-culturel Léopold Sédar Senghor), chaussée de Wavre 366-368 à Etterbeek
- 1957 : ancien cinéma Marignan, chaussée de Louvain 33 à Saint-Josse-ten-Noode (classé en 1997)[3]

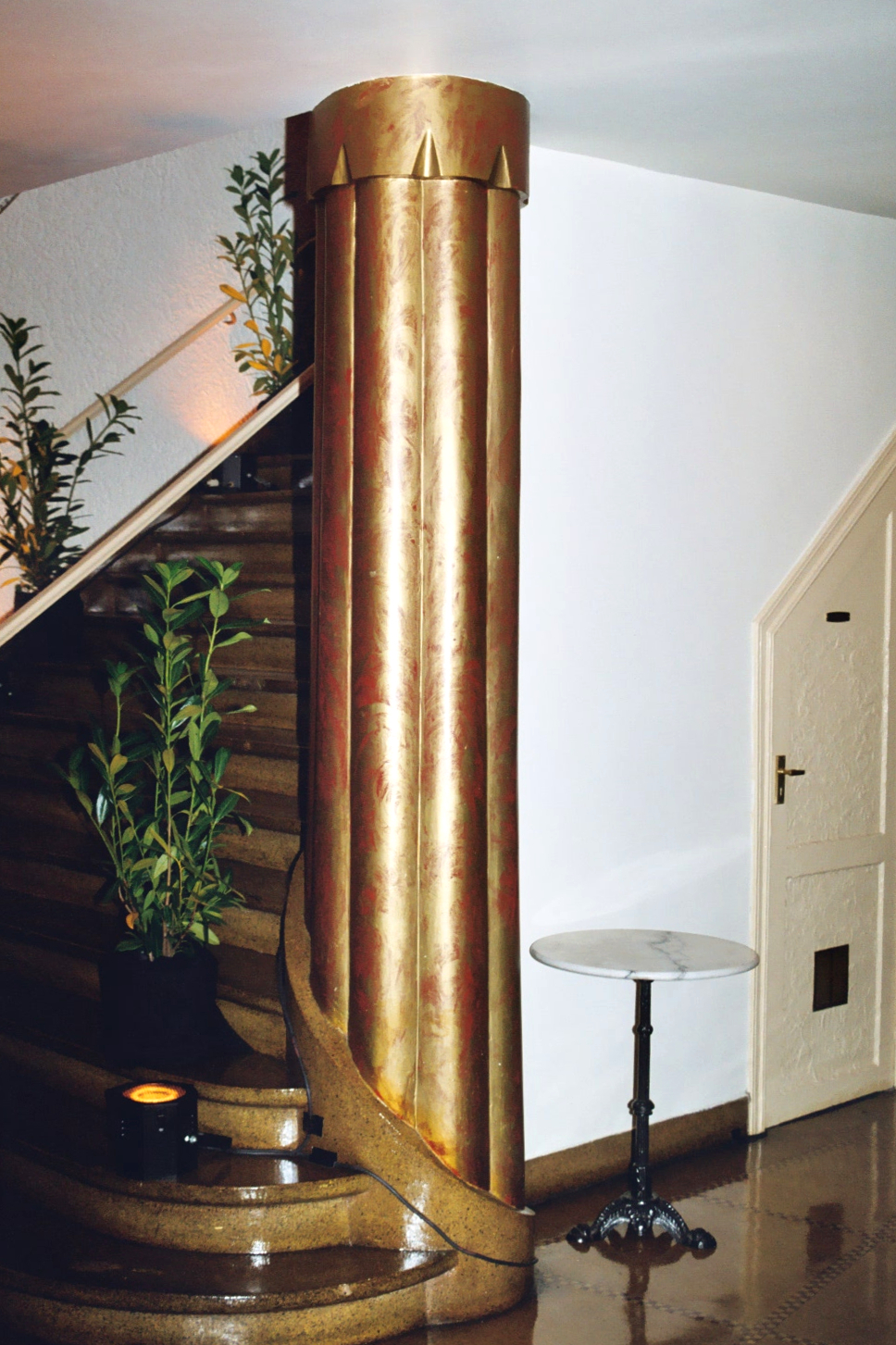
Roseland.
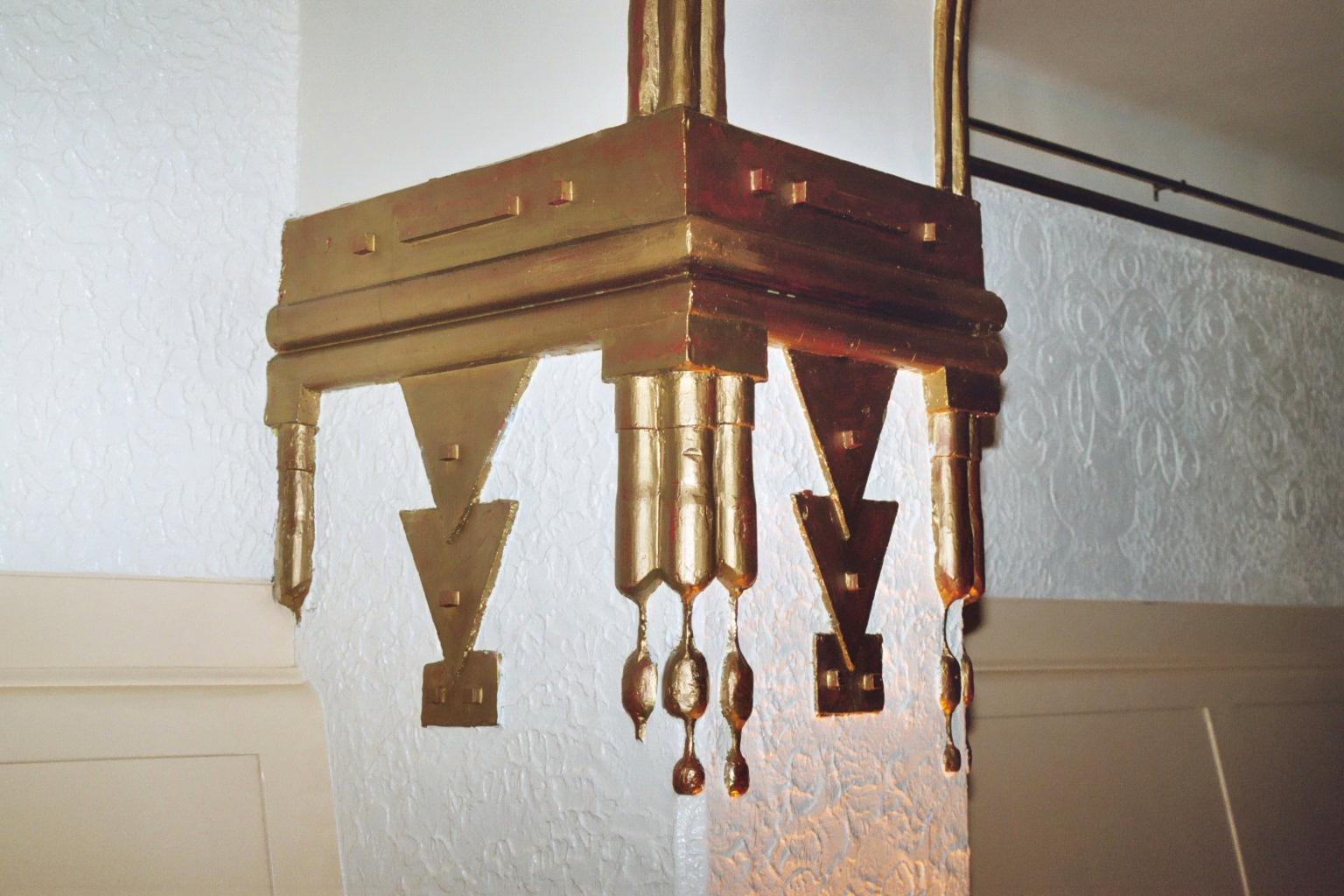
Roseland.
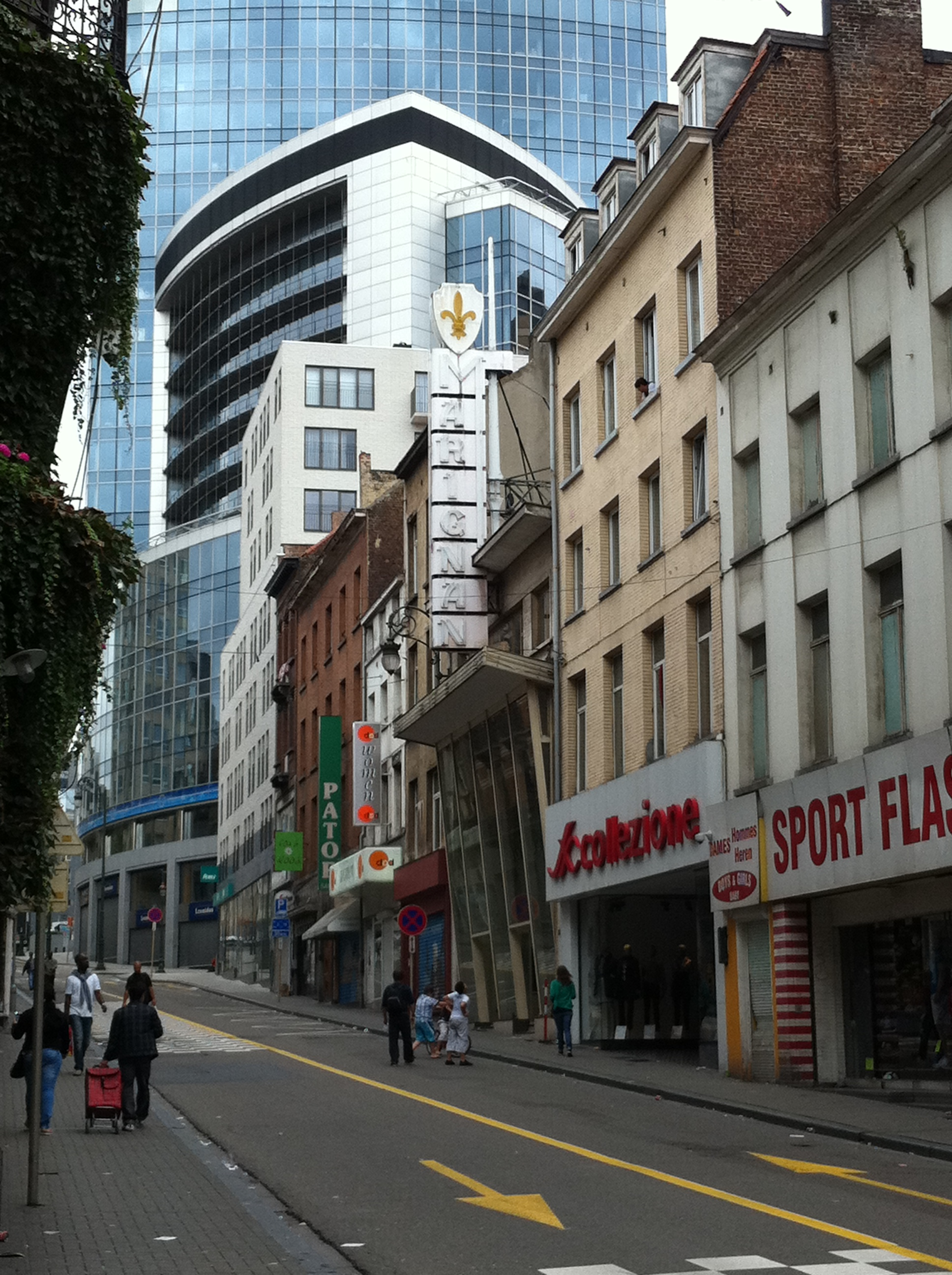
Ancien cinéma  Marignan.